# Suore oblate del Santo Bambino Gesù
Le Suore Oblate del Santo Bambino Gesù sono un istituto religioso femminile di diritto pontificio: i membri di questa congregazione pospongono al loro nome la sigla O.B.G.

## Storia

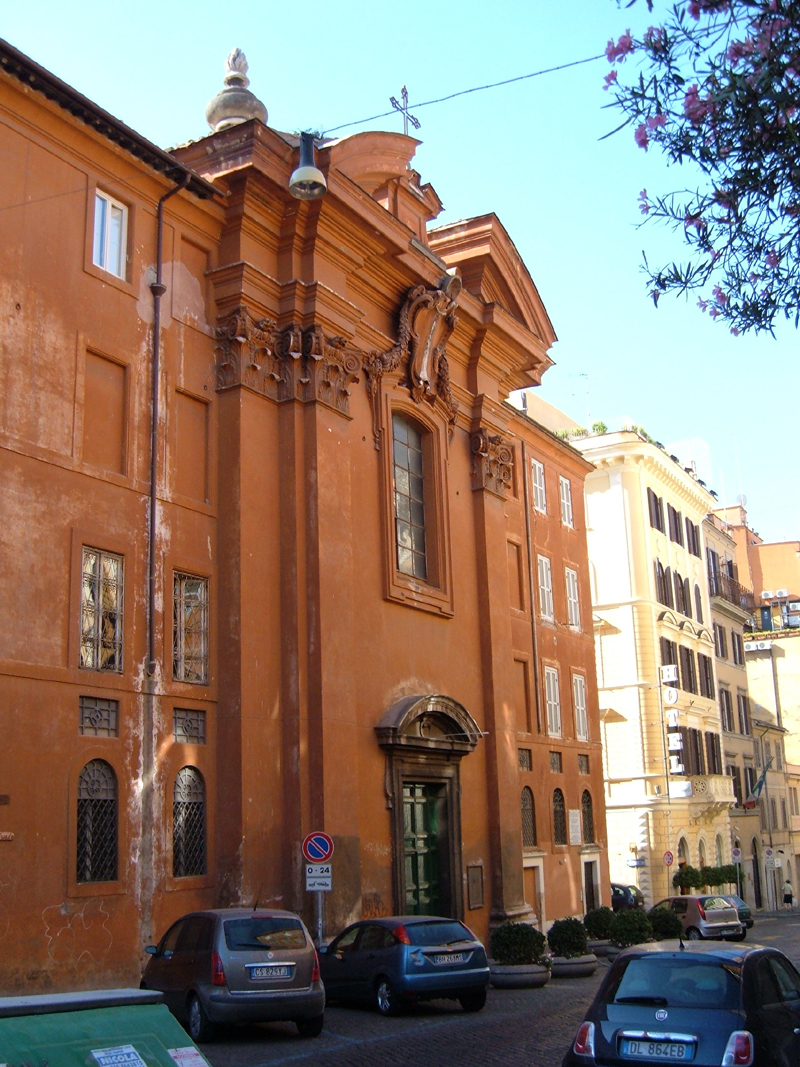
La chiesa di Gesù Bambino all'Esquilino, annessa alla casa madre e generalizia della congregazione

La congregazione venne fondata a Roma da Anna Moroni (1613-1675) con l'aiuto di Cosimo Berlinsani (1619-1694), dei Chierici Regolari della Madre di Dio: nel 1650 la Moroni iniziò a dedicarsi all'opera di rieducazione delle donne vittime della prostituzione, poi aprì una scuola per l'insegnamento del catechismo alle fanciulle e nel 1667 venne autorizzata ad aprire un convitto per le sue allieve.
Nel 1671 la Moroni e dodici delle ragazze che ospitava iniziarono a condurre vita comune e il 2 luglio 1672 (data ritenuta istitutiva della congregazione) le donne emisero il voto di perseveranza ed elessero la Moroni superiora della comunità.
Le religiose, dedite alla catechesi e all'adorazione, portavano un abito bruno (in omaggio alla Vergine del Carmelo) con cintura di lana e un velo nero lungo fino ai talloni; il numero delle religiose venne limitato a trentatré (gli anni di Cristo) e quello delle allieve a trenta; nel 1717 adottarono la regola di sant'Agostino e abbandonarono il titolo originale di convittrici del santo Bambino Gesù in favore di quello di oblate agostiniane del santo Bambino Gesù.
A partire dal 1683 sorsero numerose filiali (Spoleto, Città di Castello, San Severino Marche, Rieti, Ascoli Piceno, Fermo, Sezze): le filiali, originariamente, non mantenevano nessun legame giuridico con la casa madre, ma nel 1927 numerose comunità che riconoscevano la Moroni come fondatrice si unirono per costituire una congregazione religiosa centralizzata. Dalla casa fondata a San Severino Marche nel 1693 deriva la congregazione delle suore Convittrici del Bambin Gesù.

## Attività e diffusione
Le Oblate del Santo Bambino Gesù si dedicano all'insegnamento del catechismo,  all'istruzione e all'educazione cristiana dell'infanzia e della gioventù.
Sono presenti in Italia, Brasile e Perù; la sede generalizia è presso la chiesa di Gesù Bambino all'Esquilino a Roma.
Al 31 dicembre 2008 la congregazione contava 119 religiose in 17 case.